# Lioudmila Postnova
Lioudmila Grigorievna Postnova (russe : Людмила Григорьевна Постнова), née le 11 septembre 1984 à Iaroslavl, est une joueuse de handball russe. Avec l'équipe nationale russe, elle est notamment triple championne du monde.

## Biographie

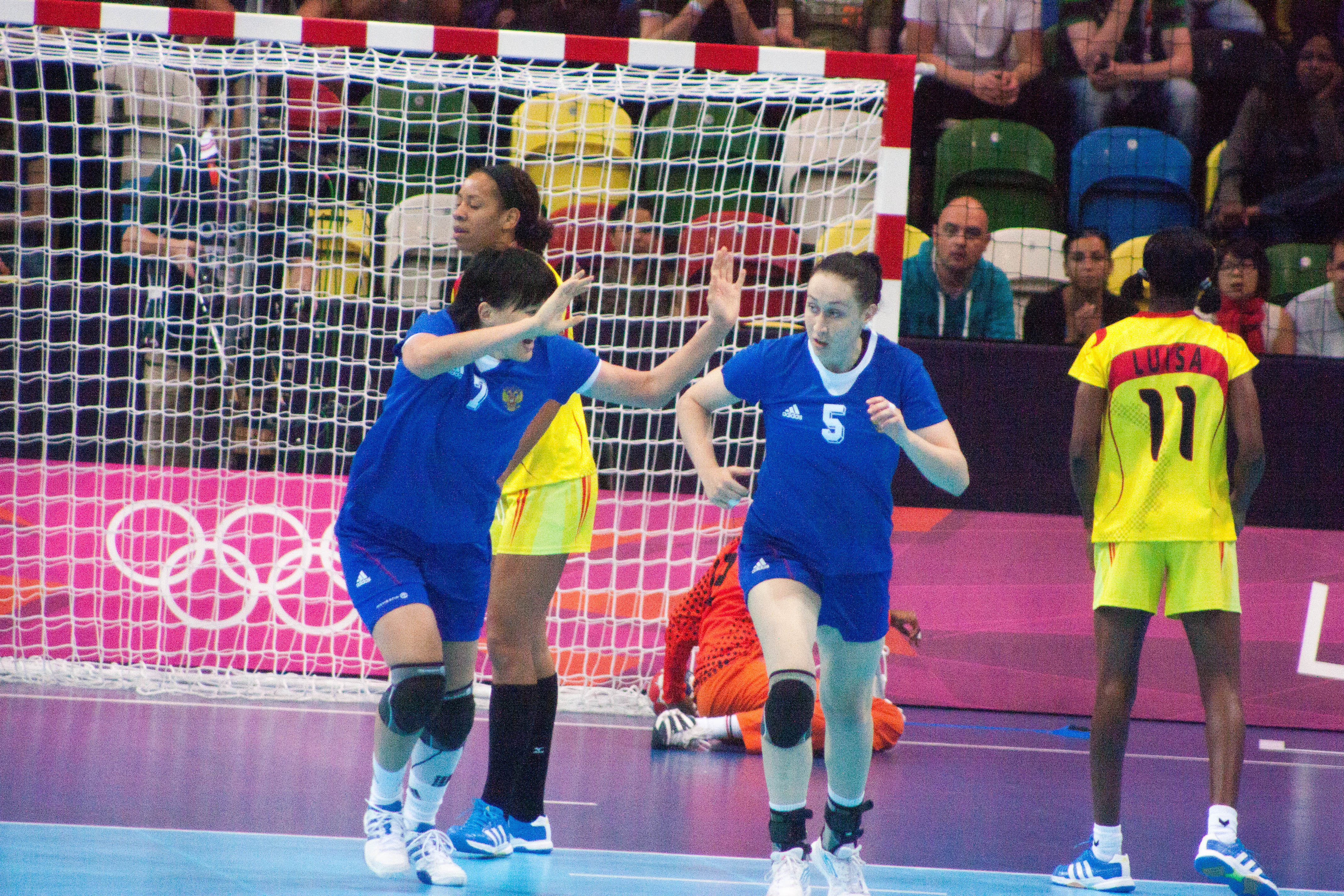
Lioudmila Postnova (no 5) sous le maillot de la Russie aux Jeux olympiques 2012.

## Palmarès

### En club
Compétitions internationales
- finaliste de la Ligue des champions en 2007 (avec HC Lada)

Compétitions nationales
- Championnat de Russie (5) : 2003, 2004, 2005, 2006, 2008
- Coupe de Russie (1) : 2006

### En équipe nationale
Jeux olympiques
- médaille d'argent aux Jeux olympiques 2008 de Pékin

championnats du monde 
- vainqueur du championnat du monde 2009
- vainqueur du championnat du monde 2007
- vainqueur du championnat du monde 2005

championnats d'Europe
- vainqueur du championnat d'Europe 2006

autres
- vainqueur du championnat du monde junior en 2003

## Distinctions personnelles
- Meilleure joueuse du championnat du monde 2009[1].
- Meilleure arrière gauche aux Jeux olympiques 2008